# Dąbrowa (powiat olecki)
Dąbrowa (do 1928 r. Dombrowa, niem. Eichtal) – nieistniejąca osada w Polsce położona w województwie warmińsko-mazurskim, w powiecie oleckim, w gminie Wieliczki. Nazwa występuje w zestawieniu PRNG obiektów fizjograficznych jako las.
W latach 1975–1998 miejscowość należała administracyjnie do województwa suwalskiego.
Na niemieckiej mapie z 1929 roku w miejscowości Eichtal wyróżnić można kilkanaście gospodarstw, z czego część jest skupiona w osadę, kilka rozrzuconych wśród pól w odległości do 250 m od osady. Na wschód od osady, około 300 m obiekt oznaczony jako cmentarz. Na współczesnych zdjęciach satelitarnych (np. google) nie widać zabudowań, w miejscu gospodarstw są zadrzewienia.
Dąbrowa formalnie została po roku 1945 włączona do majątku Nowy Młyn i stanowiła część Kleszczewa. Do roku 1928 nosiła nazwę Dombrowa, w latach 1928-1945 nosiła niemiecką nazwę Eichtal. Na początku XX w. we wsi była jednoklasowa szkoła, do której w 1935 roku uczęszczało ogółem 44 uczniów